# Victor Adamson
Victor Adamson (4 de enero de 1890 – 9 de noviembre de 1972) fue un director, productor, guionista y actor de nacionalidad estadounidense, conocido por su trabajo en westerns de serie B y serie Z de los primeros años de la industria cinematográfica. Adamson usaba a menudo seudónimos en los títulos de créditos, sobre todo el de Denver Dixon. Su hijo, Al Adamson, seguiría más adelante los pasos de su padre produciendo cine B en los años 1960 y 1970.

## Biografía
Su nombre completo era Albert Victor Adamson, y nació en Kansas City, Misuri. Siendo él niño, su familia fue a vivir a Auckland, Nueva Zelanda, donde pasó la mayor parte de su juventud. A finales de los años 1910 Adamson volvió a los Estados Unidos con una película rodada con sus propios medios, buscando el modo de poder distribuirla. A pesar de su falta de éxito, decidió seguir rodando sus propios filmes.
Adamson empezó a producir filmes hacia 1920 con una compañía propia, Art Mix Productions, siendo él el actor estrella de la misma. Adamson, sin embargo, cada vez debía trabajar más tras las cámaras. Por ello contrató al actor George Kesterson para protagonizar sus películas, en las que usaba el nombre artístico de Art Mix, el cual siguió utilizando a lo largo del resto de su carrera.
Con la llegada del cine sonoro Adamson produjo una serie de westerns de serie Z en los que actuaban actores de la época muda que se encontraban en el declinar de sus carreras, entre ellos Buffalo Bill, Jr., Wally Wales y Buddy Roosevelt. Muchas de las películas fueron estrenadas por la pequeña distribuidora independiente Superior Talking Pictures. Las producciones de Adamson eran de tan baja calidad que los créditos iniciales a menudo no eran corregidos, llevando a errores tipográficos tales como que el film de Buffalo Bill, Jr. Lightning Bill venía deletreado como Lighting Bill.
En 1936 Adamson intentó hacer del joven especialista Wally West una estrella, dándole el nombre artístico de Tom Wynn. Adamson participó como actor en la película resultante, Desert Mesa, usando el seudónimo Art James. Dada la poca calidad de la cinta, no pudo encontrar compañías que desearan comprarla.
Tras Desert Mesa, Adamson siguió actuando en numerosas películas, casi siempre en pequeños papeles y en westerns, a lo largo de los años 1930 y 1940. A menudo acreditado como "Denver Dixon", actuó en unos 130 filmes en ese período. Tras un espacio en su carrera, volvió brevemente a la dirección para rodar un film de horror con su hijo, Al Adamson, Half Way to Hell (1961). Este film inspiró al joven Adamson para producir cine de serie B desde los años 1960 a los 1980.
Victor Adamson falleció a causa de un ataque al corazón el 9 de noviembre de 1972 en Los Ángeles, California.